# Râul Nijești
Râul Nijești este un curs de apă, afluent al râului Crișul Repede.

## Bazin hidrografic
Râul Nijești aparține bazinului hidrografic al Crișurilor.

## Hărți
- Harta județului Cluj
- Harta Munții Bihor-Vlădeasa  Arhivat în 9 iunie 2008, la Wayback Machine.
- Harta Munții Vlădeasa